# Armadillidium marmoratum
Armadillidium marmoratum är en kräftdjursart som beskrevs av Hans Strouhal 1929. Armadillidium marmoratum ingår i släktet Armadillidium och familjen klotgråsuggor. Inga underarter finns listade i Catalogue of Life.